# Congé de marin

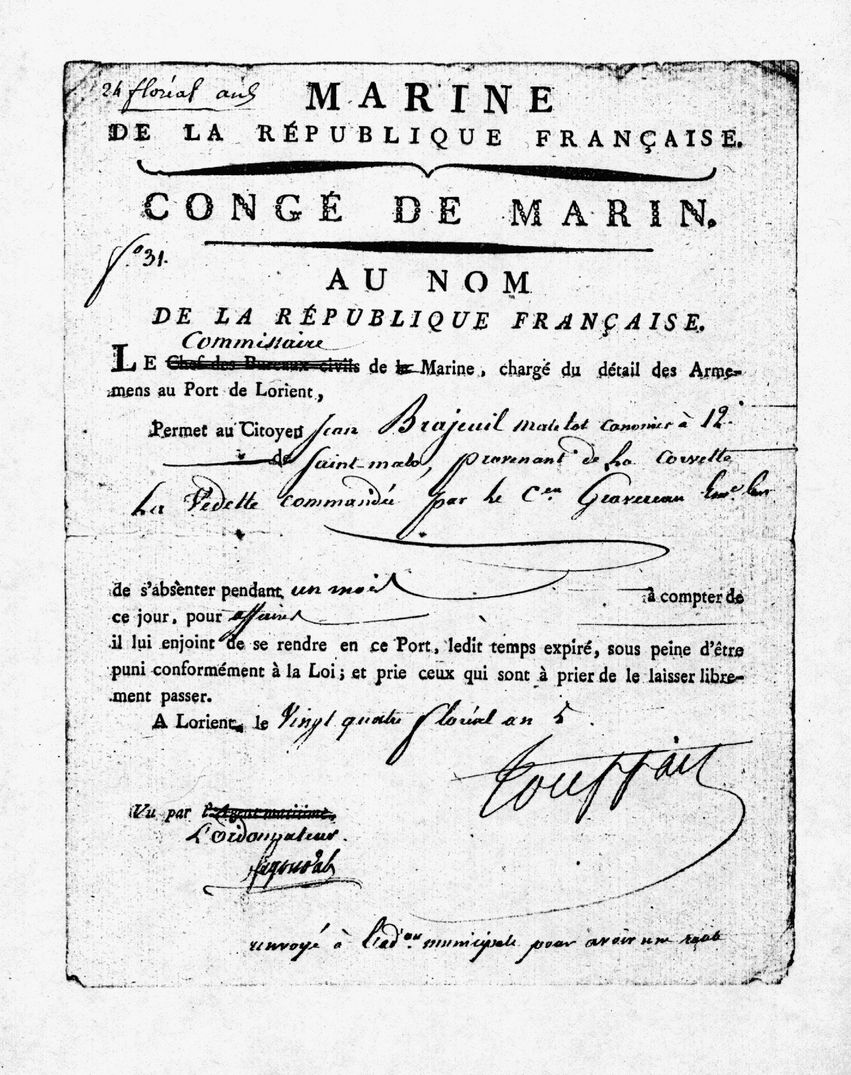
Congé de marin de l'An V.

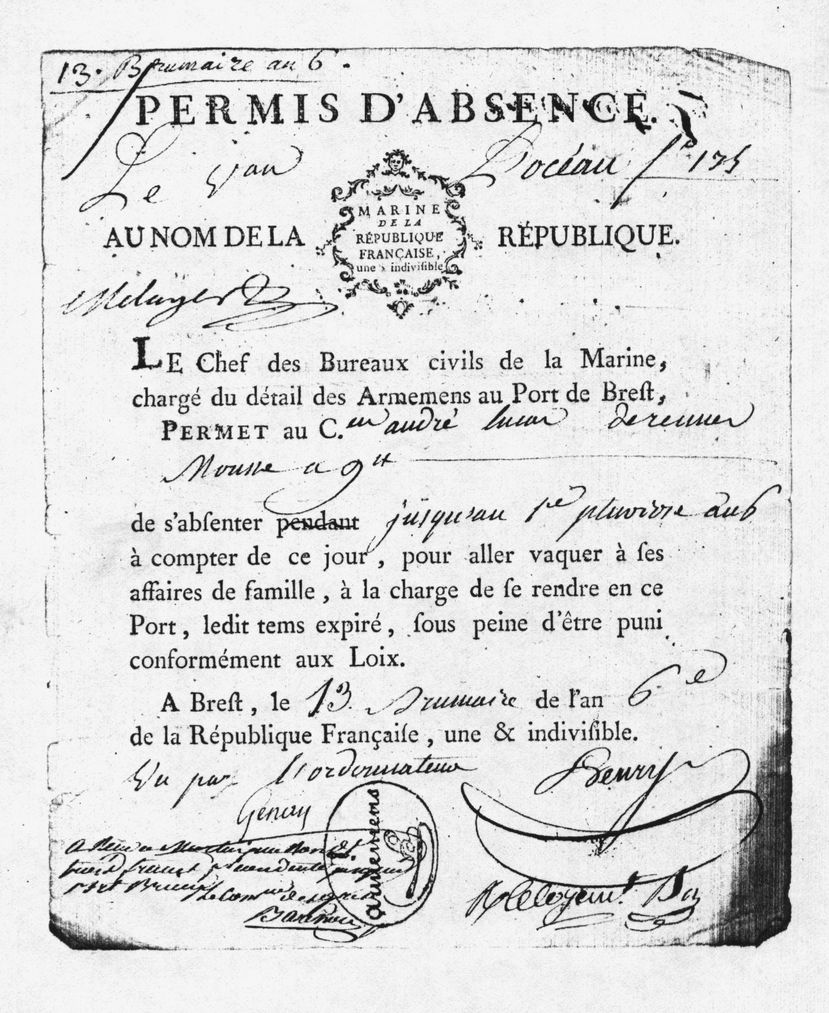
Congé de marin de l'An VI.

Le congé de marin était un document remis à un marin naviguant pour l'État, un militaire, l'autorisant à quitter le service selon les conditions légales. 
En France, autrefois, les marins n’avaient pas la liberté de quitter librement leur service. Ils devaient avoir une autorisation pour quitter le bord, sinon l’abandon du navire était une désertion c'est-à-dire un crime. Le congé de marin servait de passeport ou laissez-passer entre le port de débarquement et son foyer, lui évitant d'être soupçonné de désertion ou de vagabondage par la gendarmerie. Les conditions d'octroi du congé étaient fixées par le décret du 9 novembre 1853. Lorsque le congé était temporaire et inférieur à 30 jours, on parlait de permission. En cas de sortie de l'armée, le congé était dit « définitif » ou « absolu ».